# برک، کرواسی
برک (به لاتین: Berek) یک منطقهٔ مسکونی در کرواسی است که در شهرستان بیلوار-بیلوگورا واقع شده‌است. برک ۱۱۲٫۲۳ کیلومتر مربع مساحت دارد.